# Arobs Transilvania Software
AROBS Transilvania Software (pe scurt, AROBS) este o companie de IT din România, înființată în anul 1998.
Compania are ca obiect de activitate dezvoltarea de software cu expertiză în automotive, IoT, travel & hospitality, life sciences, enterprise solutions.  
Începând cu 2003, AROBS își creează propriile produse: Optimall – soluție de automatizare a forței de vânzări; TrackGPS – soluții de monitorizare flotă și Smailo - primul brand românesc de sisteme de navigație GPS. 
AROBS este condus de Voicu Oprean, founder & CEO, menționat în Forbes Romania 100 Hall of Fame, în 2018. 
Compania are sediul central în Cluj-Napoca și birouri regionale operaționale în București, Iași, Târgu Mureș, Baia Mare, Suceava și Arad.
Compania are peste 20 de ani experiență în dezvoltarea de soluții software pentru clienți din Europa și America.  
Produsele din zona de management de flotă sunt deja stabile în topul providerilor de pe piața Europei Centrale și de Sud-Est iar cele destinate optimizării afacerilor și resurselor umane sunt bine-poziționate pe piața românească.  
În anul 2011 AROBS și-a extins activitatea și pe piețele internaționale, deschizând filiale la Budapesta și Chișinău ulterior în Jakarta și Novi Sad.
În 2018 AROBS continuă extinderea pe piața internațională prin achiziția firmei Coso by AROBS din Belgia și Olanda. În același an, AROBS a fost clasată pe locul 4 din 10 în Topul Companiilor Românești de IT.
În 2019, AROBS Transilvania Software numără peste 800 de angajați, 7 sedii în România și 7 sedii internaționale și a fost una dintre premiantele programului Made in Romania, implementat de Bursa de Valori București.

## Produse
Produse pentru piața internă:
- În anul 2008, AROBS a lansat, în calitate de distribuitor național de sisteme de navigație prin GPS, propriul brand de sisteme de navigație, Smailo;
- TrackGPS - soluție de localizare și monitorizare a parcurilor auto prin GPS;
- Optimall SFA - soluție de automatizare a forței de vânzări;
- Sas Grup, SkyShield, Fleet4Share – management flotă
- Softmanager CRM+ - aplicație de customer relationship management
- dpPayroll și True HR – soluții pentru managementul resurselor umane

## Angajați
Număr de angajați:
- 2019: 800+
- 2013: 300[2]
- 2008: 170[7]

1. ↑  „100 Business Hall of Fame: Voicu Oprean”. www.forbes.ro. 12 octombrie 2018. Accesat în 2 iulie 2019.
2. 1 2  Arobs Transilvania a lansat o aplicatie cu informatii din trafic pentru iPhone si iPad, 17 jan 2013, Cristina Negraru, wall-street.ro, accesat la 24 februarie 2013
3. ↑  Posirca, Ovidiu (27 iulie 2018). „#Makeithappen. AROBS, the IT company building blockbuster products after three "almost disastrous" initiatives”. Business Review. Accesat în 2 iulie 2019.
4. ↑  Erdei, Ioana (19 decembrie 2018). „#Top100Entrepreneurs: Top 10 Romanian companies in IT and Tech”. Business Review. Accesat în 2 iulie 2019.
5. ↑  „Careers”. Accesat în 2 iulie 2019.
6. ↑  „Gala Made in Romania 2019 - premiere AROBS Transilvania Software”. Accesat în 2 iulie 2019.
7. ↑  Arobs a pus ochii pe un furnizor de monitorizare prin GPS[nefuncțională]
, accesat la 25 martie 2009